# Kharaghoda
Kharaghoda là một thị trấn thống kê (census town) của quận Surendranagar thuộc bang Gujarat, Ấn Độ.

## Nhân khẩu
Theo điều tra dân số năm 2001 của Ấn Độ, Kharaghoda có dân số 10.927 người. Phái nam chiếm 54% tổng số dân và phái nữ chiếm 46%. Kharaghoda có tỷ lệ 41% biết đọc biết viết, thấp hơn tỷ lệ trung bình toàn quốc là 59,5%: tỷ lệ cho phái nam là 52%, và tỷ lệ cho phái nữ là 29%. Tại Kharaghoda, 16% dân số nhỏ hơn 6 tuổi.